# Mahmud ibn Muhammad
Mahmud ibn Muhammad (Il Bardo, 10 luglio 1757 – Tunisi, 28 marzo 1824) è stato Bey di Tunisi dal 1814 alla propria morte.
Erede primogenito di Rashid Bey, venne inizialmente affiancato alla figura dello zio Ali II Bey per la successione al trono. Egli riuscì ad ogni modo a far assassinare il proprio cugino Osman Bey ed a succedergli al trono il 22 dicembre 1814. Altro evento di rilievo fu l'assassinio da lui ordinato del Gran Visir Yusuf Sahib al-Tabi', il cui corpo venne martoriato dalla folla per le strade di Tunisi e che venne infine sepolto per pietà dei locali nel cimitero cristiano della città. Ad ogni modo, i genitori di Yusuf Sahib al-Tabi' ottennero che il suo corpo venisse sepolto in una tomba musulmana costruita nella moschea di Halfaouine.
Salito al trono in circostanze tragiche, Mahmud Bey, insicuro anche del proprio futuro conobbe un regno abbastanza animato durante il quale il paese conobbe diverse vicissitudini senza essere in grado di risolvere i problemi di un'economia precaria. Tunisi, anche dopo il periodo napoleonico era rimasta essenzialmente chiusa in se stessa e lo stato basava i propri redditi ancora poco sull'industria, mentre tendeva a favorire l'attività della pirateria. Per questo egli stesso non esitò a concedere ai corsari di La Goletta la possibilità di ingaggiare battaglia ogni qual volta vi fosse l'opportunità. Otto di loro, al comando di Mustafa Rais, nell'ottobre del 1815, compirono una serie di razzie e tornarono a Tunisi con 150 prigionieri e importanti bottini. A questo punto, il Congresso di Vienna intimò (attraverso il proprio portavoce, Lord Exmouth, comandante in capo dello squadrone britannico che aveva in gestione l'area del Mediterraneo), di riportare al Bey la richiesta della cessazione delle attività di guerra di corsa come ultimatum, nonché il rilascio di tutti i prigionieri catturati che erano in gran parte sardi e napoletani. Sotto questo trattato, il Bey promise di mettere fine alla pirateria e rilasciò gli ex-schiavi che vennero imbarcati sulle navi di Lord Exton.

## La rivolta della milizia turca
Sorpresi dall'immediata proibizione di depredare lungo le coste tunisine e privati di parte delle loro usuali risorse, nonché umiliati all'opinione pubblica, i corsari tunisini rinfacciarono al Bey di aver accettato con debolezza un trattato stipulato con dei cristiani. I corsari turchi, inoltre, si scontrarono soprattutto col fatto che il Bey non aveva tenuto a difendere la dignità e l'influenza della propria nazione nel Mediterraneo. Due settimane dopo la partenza di Lord Exmouth, i giannizzeri tentarono un colpo di Stato. Riuniti a suq di al-Turuq (Ettrouk) il 30 aprile 1816, gli scontenti giannizzeri elessero due loro capi: Delibashi e Sha'ban Khoja, e nei giorni successivi riuscirono ad arrestare i principali personaggi di governo presenti nella capitale, vale a dire il Gran Muftī, il Qadi, il Dawlatli (ossia il Dey di Tunisi), il Gran Cerimoniere e i governatori di Sfax e Jerba, oltre ad altre personalità minori, mentre il capo delle guardie del corpo del Bey, nel tentativo di resistere, venne trucidato. Dopo di ciò, i giannizzeri emanarono un proclama col quale esponevano la condotta di Mahmud Bey e deprecavano la sua azione relativa all'ultimatum britannico, proclamando una rivolta generale contro il governo, nel tentativo di porre sul trono il Principe Isma'il (fratello del Bey). Isma'il però si rifiutò di prestare aiuto ai giannizzeri e, al contrario, si pose al servizio del fratello. I grandi capi della rivolta si fermarono, ma 1200 persone decisero di restare in armi contro lo Stato: situazione che presto venne repressa per tornare poi alla normalità. La rivolta fu ad ogni modo significativa per i rapporti interni tra governo e popolazione.

## Vicissitudini e calamità
Ad ogni modo, le difficoltà finanziarie risultate dalla soppressione della pirateria, costrinsero il Bey a cercare nuove risorse nelle tasse. Egli le riteneva necessarie infatti per estendere i monopoli di Stato che Hammuda Bey e i suoi predecessori avevano largamente sostenuto. Tutti i prodotti esportati erano difatti di produzione statale, a scapito questo dell'iniziativa privata. Come se la situazione non fosse già abbastanza drammatica, un'epidemia di peste che colpì lo stato nel settembre del 1818, decimò gran parte della popolazione cittadina che soffrì di 50.000 vittime oltre che dell'esodo di gran parte degli abitanti che si ritirarono nei sobborghi o nelle campagne, i quali tornarono solo a peste terminata.
Allo stesso tempo, gli ordini del Bey vennero disattesi ed alcuni gruppi di corsari continuarono la loro attività contro le navi europee. Il 21 settembre 1819, una nuova commissione franco-britannica giunse a Tunisi, comandata dall'Ammiraglio Jurels il quale ribadì col Bey la necessità di bloccare la pirateria. Il Bey questa volta fu costretto a fare solenni promesse ed a mantenersi a regole ferree imposte ancora una volta dall'Europa.
Al termine della propria esistenza, Mahmud Bey lasciò gran parte delle proprie funzioni amministrative al proprio figlio e si dedicò con successo alla filosofia, alla cucina ed all'arte della profumeria, realizzata dalla distillazione di essenze naturali.